# 硬體架構
在工程领域， 硬件架构 （也有译作硬件体系结构或硬件系统结构）是指对一个系统的物理组件及其相互关系的识别和描述。这种描述（通常称为硬件设计模型）使硬件设计者从中得以理解他们设计的组件如何彼此适配组成系统架构，并为软件组件的设计者提供了软件开发和集成所需的重要信息。硬件架构的清晰定义允许各种传统工程学科（例如，电气和机械工程）更有效地协同工作，以开发和制造新的机器，设备和组件。
硬件 也是计算机工程行业中使用的一种表达方式，用于明确区分(电子计算机)硬件与在其上运行的 软件。但是，在自动化和软件工程学科中，硬件并不一定是某种类型的计算机。现代汽车上运行的软件比阿波罗飞船多得多。此外，如果没有分布和运行在整个飞机上各种计算机硬件和专用硬件组件（如IC有线逻辑门，模拟和混合电子设备，和其他数字电路组件）的数以千万计的计算机指令，现代飞机就无法运转。在包含计算机，个人数字助理（PDA），手机，手术器械，卫星和潜艇等的广泛应用中，有效地建模各种分离物理组件如何组合形成复杂系统的需求都非常重要。
硬件架构是已制造（或待制造）电子或机电硬件系统的表示法（representation），以及有效实现此类系统设计的流程（process ）和学科（discipline ）。它通常是一个更大的集成系统的一部分。
它是一种表示法，因为它用于传达有关组成硬件系统的相关元素、这些元素之间的关系以及管理这些关系的规则的信息。
它是一个流程，因为它规定了在一组约束内产生或改变硬件系统的架构和（或）源自该架构的设计的一系列步骤。
它是一门学科，因为它提供了一个知识体系来告诉从业者在一组约束条件下设计系统的最有效方法。
硬件架构主要关注系统组件或子系统之间的内部电气接口（有时也包括机械接口，但较为少见），以及系统与其外部环境之间的接口，特别是用户操作的设备或用户查看的电子显示器。（后者，特别地，被称为计算机人机接口，或HCI；以前称为人机界面。）集成电路（IC）设计师正在推动当前新兴技术成为新产品的创新方法。人们提出将多层（multiple layers）有源器件集成在单一芯片中，从而为颠覆性的微电子、光电子和新的微机电硬件实现打开了机会之窗。